# Joodmonofluoride
Joodmonofluoride is een anorganische verbinding, een interhalogeen, opgebouwd uit jood en fluor met de formule {\displaystyle {\ce {IF}}}. In 2007 werd de verbinding als een witte, vaste stof beschreven, maar in 1994 als chocola-bruine, vaste stof. In onderstaande tabel zijn een paar van de opvallendste verschillen genoteerd die in de loop van de jaren geconstateerd zijn. In het stof-overzicht in de infobox zijn zoveel mogelijk de gegevens uit 2007 gebruikt.
|              | 1994                      | 2007             |
| ------------ | ------------------------- | ---------------- |
| Beschrijving | chocola-bruine vaste stof | Witte vaste stof |
| stabiel bij  | < 0 °C                    | < −78 °C         |
| smeltpunt    | −45 °C                    | −14 °C (ontleed) |

Los van de vraag bij welke temperatuur de stof disproportioneert, de producten zijn jood en joodpentafluoride. De ontledingsproducten jood (bruin-rode vaste stof) en joodpentafluoride (kleeurloze vloeistof), en de veel lagere temperatuur waarbij de verbinding stabiel is, verklaart ook meteen het kleurverschil tussen beide beschrijvingen: in 1994 ging het om een monster dat al gedeeltelijk ontleed was. Ook het in 2007 veel hogere smelt/ontledingspunt wijst in die richting.
{\displaystyle {\ce {5IF\ ->\ 2I2\ +\ IF5}}}
Ondanks de instabiliteit van de verbinding is een groot aantal fysische gegevens ervan met behulp van spectroscopie bepaald. De interatomaire afstand bedraagt 190,9 pm en de dissociatie-energie van de binding is ongeveer 277 kJ mol−1. Bij 298 K is de vormingsenthalpie, ΔHf° = −95,4 kJ mol−1, en de Gibbs vrije energie, ΔGf° = −117,6 kJ mol−1.
Joodmonofluoride kan bereid worden via de reactie van de elementen bij −45 °C in CCl3F:
{\displaystyle {\ce {I2\ +\ F2\ ->\ 2IF}}}
Een tweede syntheseroute verloopt via jood en joodtrifluoride bij −78 °C in CCl3F:
{\displaystyle {\ce {IF3\ +\ I2\ ->\ 3IF}}}
De reactie van jood met zilver(I)fluoride bij 0 °C geeft ook joodmonofluoride:
{\displaystyle {\ce {I2\ +\ AgF\ ->\ IF\ +\ AgI}}}

## Reacties
- Met water reageert joodmonofluoride op dezelfde wijze als de andere interhalogenen: het meest elektronegatieve element vormt het waterstofhalogenide, hier dus waterstoffluoride, het andere halogeen vormt een oxozuur met het zelfde oxidatiegetal als dit had in het interhalogeen, hier dus onderjodigzuur.

{\displaystyle {\ce {IF\ +\ H2O\ ->\ HF\ +\ HIO}}}
- Joodmonofluoride kan gebruikt worden om uit boornitride puur stikstoftrijodide te bereiden (wat overigens geen enkele praktische toepassing heeft):

{\displaystyle {\ce {BN\ +\ 3IF\ ->\ NI3\ +\ BF3}}}

## Veiligheid
Hoewel joodmonofluoride zelf te instabiel is om goed onderzocht te zijn, is op grond van zijn gelijkenis met stabielere interhalogenen te verwachten dat het een giftige verbinding zal zijn.